# Mike Kennedy
Pour les articles homonymes, voir Kennedy.
Michael Steven Kennedy, né le 2 février 1969 à Lansing, dans le Michigan, est un homme politique américain. Membre du Parti républicain, il est élu de l'Utah à la Chambre des représentants des États-Unis depuis 2025.

## Biographie
Il est représentant de l'Utah de 2013 à 2019 puis sénateur de 2021 à 2019.
Le 5 novembre 2024, il est élu représentant pour le 3e district de l'Utah, pour succéder à John Curtis, élu au Sénat américain.